# Celonárodní stávkový výbor Běloruska
Celonárodní stávkový výbor Běloruska („Obščenacionalnyj stačečnyj komitet“ - Stačkom) - je neregistrovanou běloruskou organizací, jejímž hlavním úkolem je ochrana práv občanů (včetně organizace protestních akcí proti porušení práv a zákonných zájmů občanů).
Stávkový výbor podnikatelů Běloruské republiky působí od roku 1996. Dne 25. října roku 2003 na jeho základě byl vytvořen Celonárodní stávkový výbor Běloruska. Během více než 10 let Stávkový výbor organizoval masové stávky a mítinky na ochranu práv podnikatelů. Některých protestních akcí se účastnilo více než 100 tisíc lidí.
Předsedou výboru od okamžiku založení je podnikatel a v minulosti politický vězeň Valerij Levoněvskij. Když byl v období od 1. května roku 2004 do 15. května roku 2006 zatčen, ve funkci předsedy Stačkomu působil jeho syn Vladimír Levoněvskij.
Jedním ze směrů činnosti Stávkového výboru je pomoc vězňům. Například v září roku 2005 Stávkový výbor věnoval knihy, sportovní nářadí a jiné užitečné věci Ivackevičské nápravné kolonie č. 22. Jsou vytvářeny jednotky Stačkomu ve věznicích: v březnu roku 2005 takové jednotky byly založeny již v pěti běloruských věznicích.